# 2021年5月26日の月食
本項では、2021年5月26日の月食について述べる。この月食は2020年11月30日以来、約半年ぶりに発生する月食で、2021年に発生する2回の月食のうち1回目の月食である。2021年に発生する唯一の皆既月食でもある。最大食分は1.0095で、サロス周期は121番。サロス周期が121番の月食の中では最後に発生する皆既月食となる（これ以降、サロス周期が121番の月食は全て部分月食および半影月食となる）。

## 概要
2021年5月26日に発生する月食は2021年で初めて観測される月食で、2019年1月21日以来、約2年4ヶ月ぶりに発生する皆既月食となった。この月食では月は地球の本影内でも北側寄りのところを通過するため、皆既食の継続時間は約14分半と短くなった。20世紀から22世紀の間に発生する235回の皆既月食のうち、皆既食が30分未満しか持続しない皆既月食はこの月食を含めてわずか15回しかない。月の北側は本影と半影の境界付近の地球から届く影が薄くなるところを通るため、皆既食が起きている間でも北側を中心に月全体は比較的明るく見えた。
月食が発生するのと同じ日の5月26日1時55分頃（UTC）に月は地球に対して最も近づく近地点に達し、地球からの距離は約35.7万 kmまで近づく。そのため、月食発生時は2021年において最も月が大きく見えるスーパームーンとなり、視直径は33分25秒角に達する。これは通常の満月の視直径と比べると約7.7%、2021年で最も地球から遠い距離での満月となる12月19日の満月と比べると約14%大きいことになる。次に最も月が地球に近づくという意味でのスーパームーンと皆既月食の発生が重なるのは約12年半後の2033年10月8日になる。一部のメディアでは、月が通常より大きく見えるスーパームーン、花が咲く時期とされることに由来する5月に起きる満月の伝統的な名称である「フラワームーン」、そして皆既食の間は月が赤銅色に見えることから呼ばれる皆既月食の別名「ブラッドムーン」を掛け合わせて、この月食をスーパーフラワーブラッドムーン (super flower blood moon) と呼称している。

## 観測
この皆既月食は太平洋周辺、オセアニア、南極大陸全体で見られた。南アジアと東アジアにおいては月の出とともに日食を観測することができた。一方、北アメリカ西部と南アメリカ西部においては月の入り時に日食を観測することができる「月入帯食」となった。
日本国内では北海道と東京などを含む関東地方の一部、そして仙台などを含む東北地方の太平洋沿岸部ではすでに半影食が始まっている状態で月が地平線から昇り、それ以外の地域では部分食がすでに始まっている状態で月が昇る「月出帯食」となった。日本国内で観測された月食において、最も月が地球に近づくという意味でのスーパームーンと皆既月食の発生が重なるのは、1997年9月16日の月食以来、約24年ぶりとなった。観測当日は梅雨前線による悪天候の影響で観測できなかった地域が多かったが、北海道や東北地方、小笠原諸島、そして沖縄県などの晴れ間が広がった一部の地域で皆既月食が観測された。日本国内で次に月食が見られるのは2021年11月19日、皆既月食に限定すると2022年11月8日になる。
| 最大食時に月から見た地球の見え方 | 2021年5月26日の皆既月食の経過 | 月食の観測が可能な領域（白）を示した地図 |

## 観測地別経過
| 月食経過                                     | 日本          | オーストラリア  | ハワイ          | 北米           | 北米          | 北米          | 北米          | 北米          | UTC   |
| 月食経過                                     | JST （UTC+9） | AEDT （UTC+11） | HAST （UTC-10） | AKDT （UTC-8） | PDT （UTC-7） | MDT （UTC-6） | CDT （UTC-5） | EDT （UTC-4） | UTC   |
| -------------------------------------------- | ------------- | --------------- | --------------- | -------------- | ------------- | ------------- | ------------- | ------------- | ----- |
| 半影食始                                     | 17:47         | 19:47           | 22:47           | 0:47           | 1:47          | 2:47          | 3:47          | 4:47          | 8:47  |
| 部分食始                                     | 18:45         | 20:45           | 23:45           | 1:45           | 2:45          | 3:45          | 4:45          | 5:45          | 9:45  |
| 皆既食始                                     | 20:11         | 22:11           | 1:11            | 3:11           | 4:11          | 5:11          | 6:11          | 7:11          | 11:11 |
| 最大食                                       | 20:19         | 22:19           | 1:19            | 3:19           | 4:19          | 5:19          | 6:19          | 7:19          | 11:19 |
| 皆既食終                                     | 20:26         | 22:26           | 1:26            | 3:26           | 4:26          | 5:26          | 6:26          | 7:26          | 11:26 |
| 部分食終                                     | 21:52         | 23:52           | 2:52            | 4:52           | 5:52          | 6:52          | 7:52          | 8:52          | 12:52 |
| 半影食終                                     | 22:50         | 0:50            | 3:50            | 5:50           | 6:50          | 7:50          | 8:50          | 9:50          | 13:50 |
| 注釈：黄枠は月が沈んで観測できない時間を表す |               |                 |                 |                |               |               |               |               |       |

## 画像

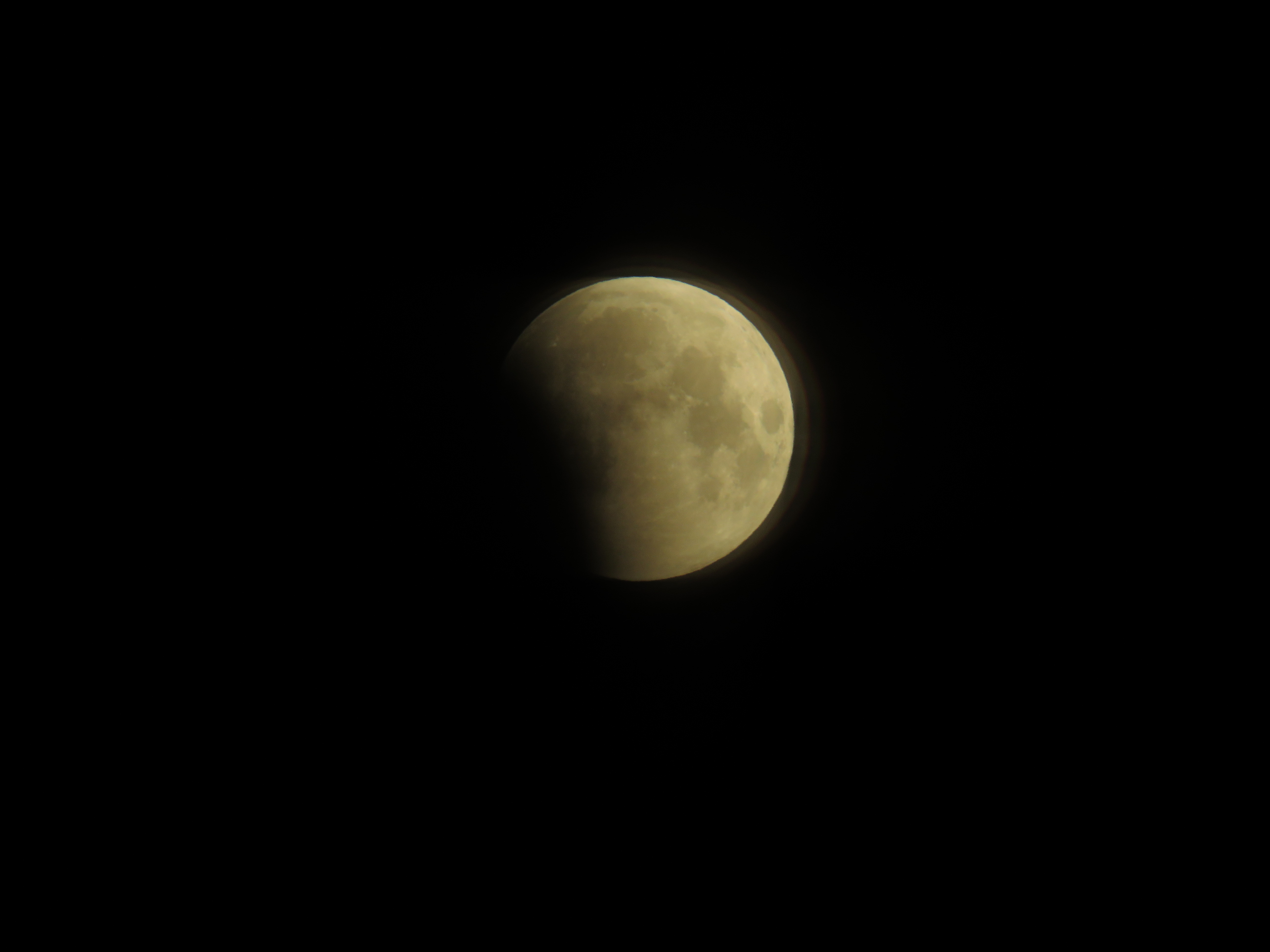
9:56 (UTC)
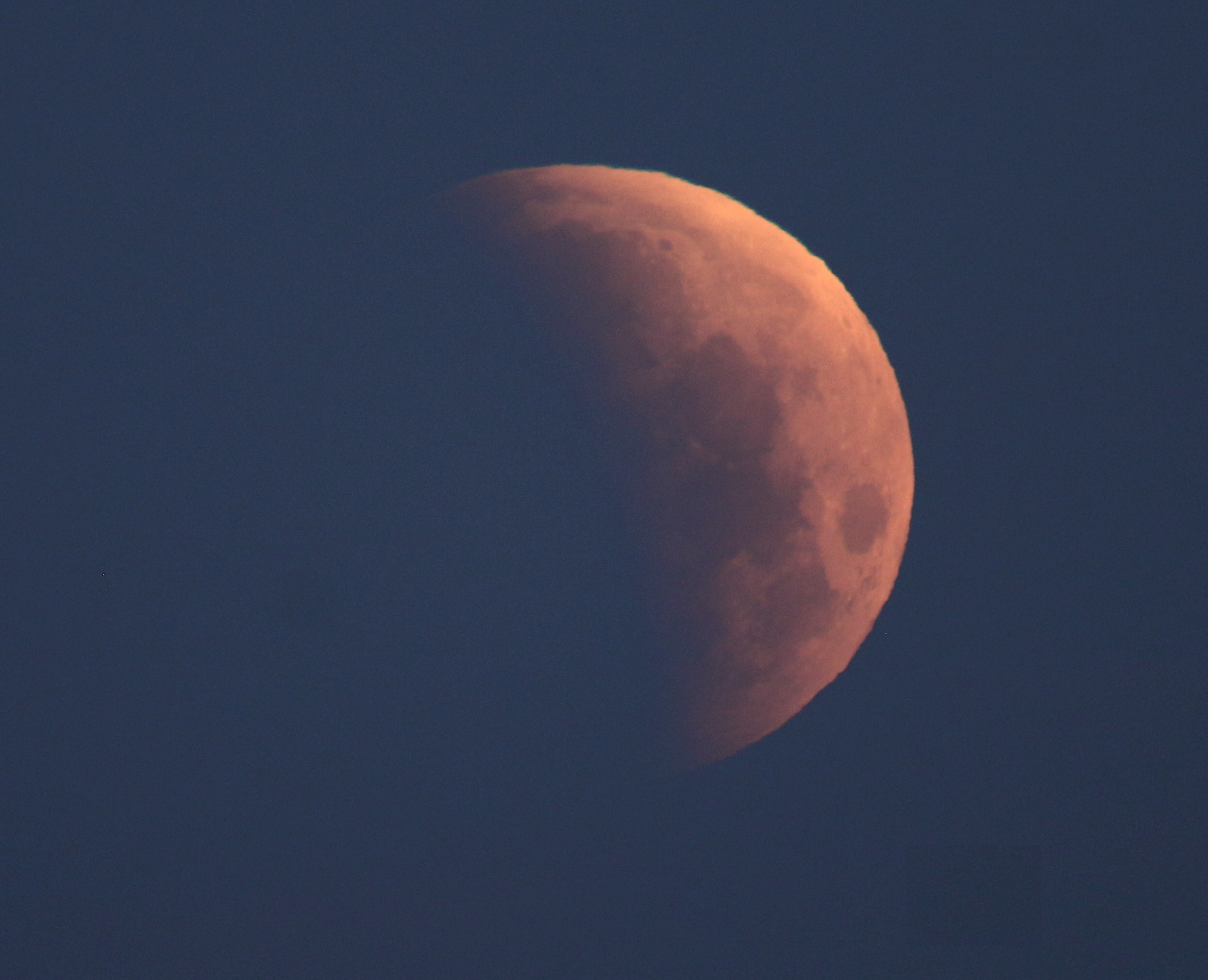
ミネアポリス、10:19 UTC
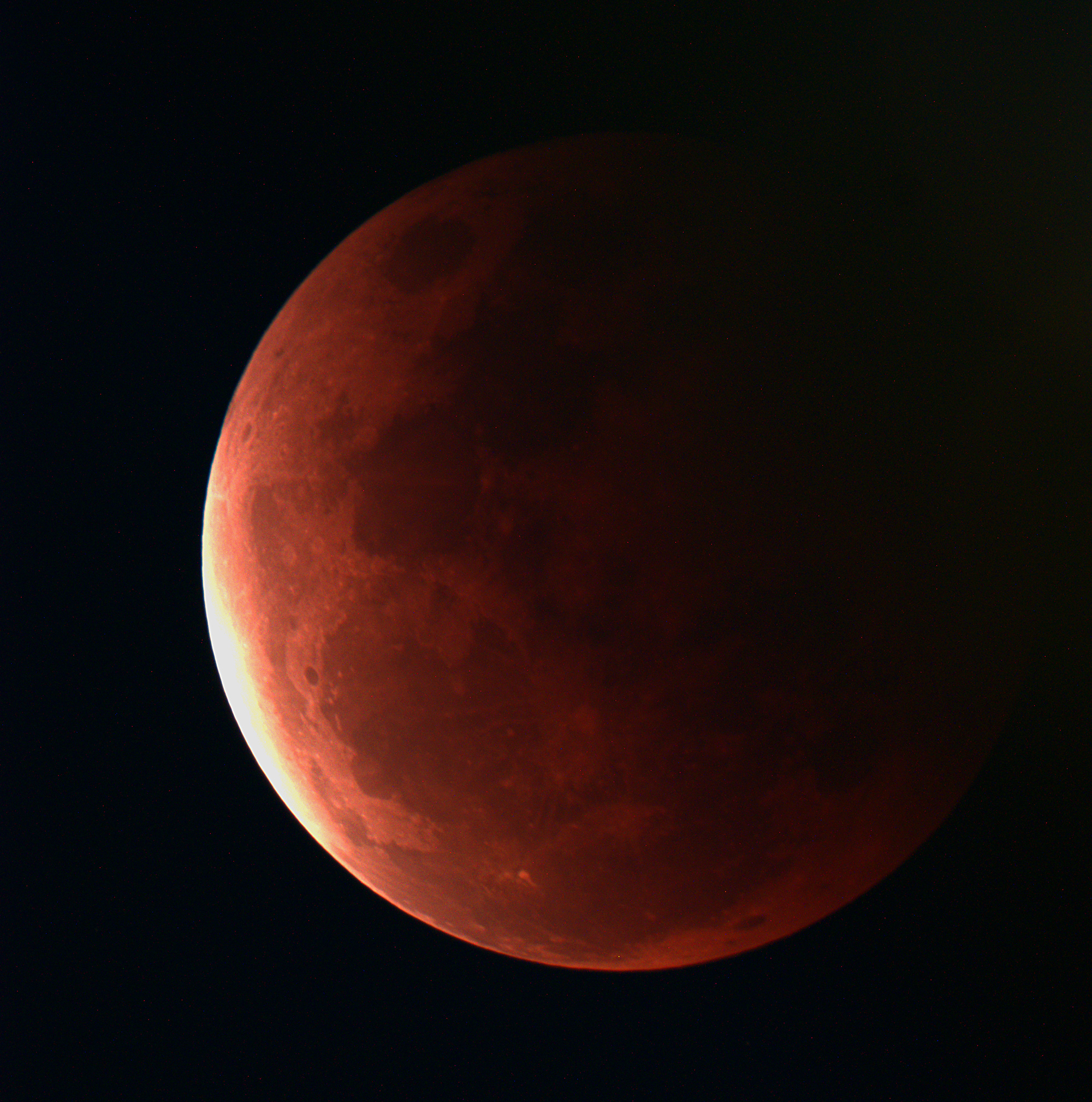
桃園市、11:02 (UTC)
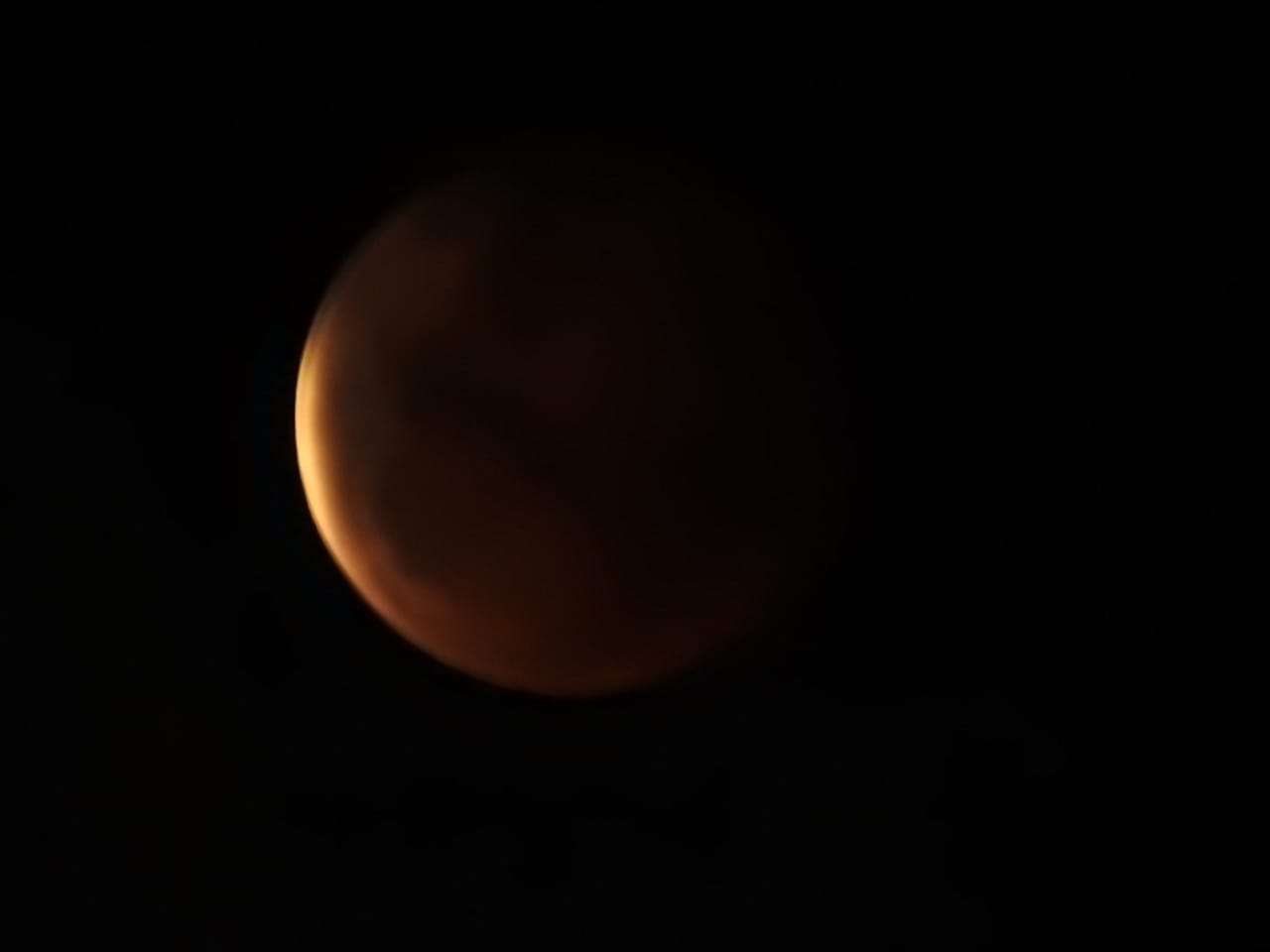
バニュワンギ（英語版）、11:03 (UTC)
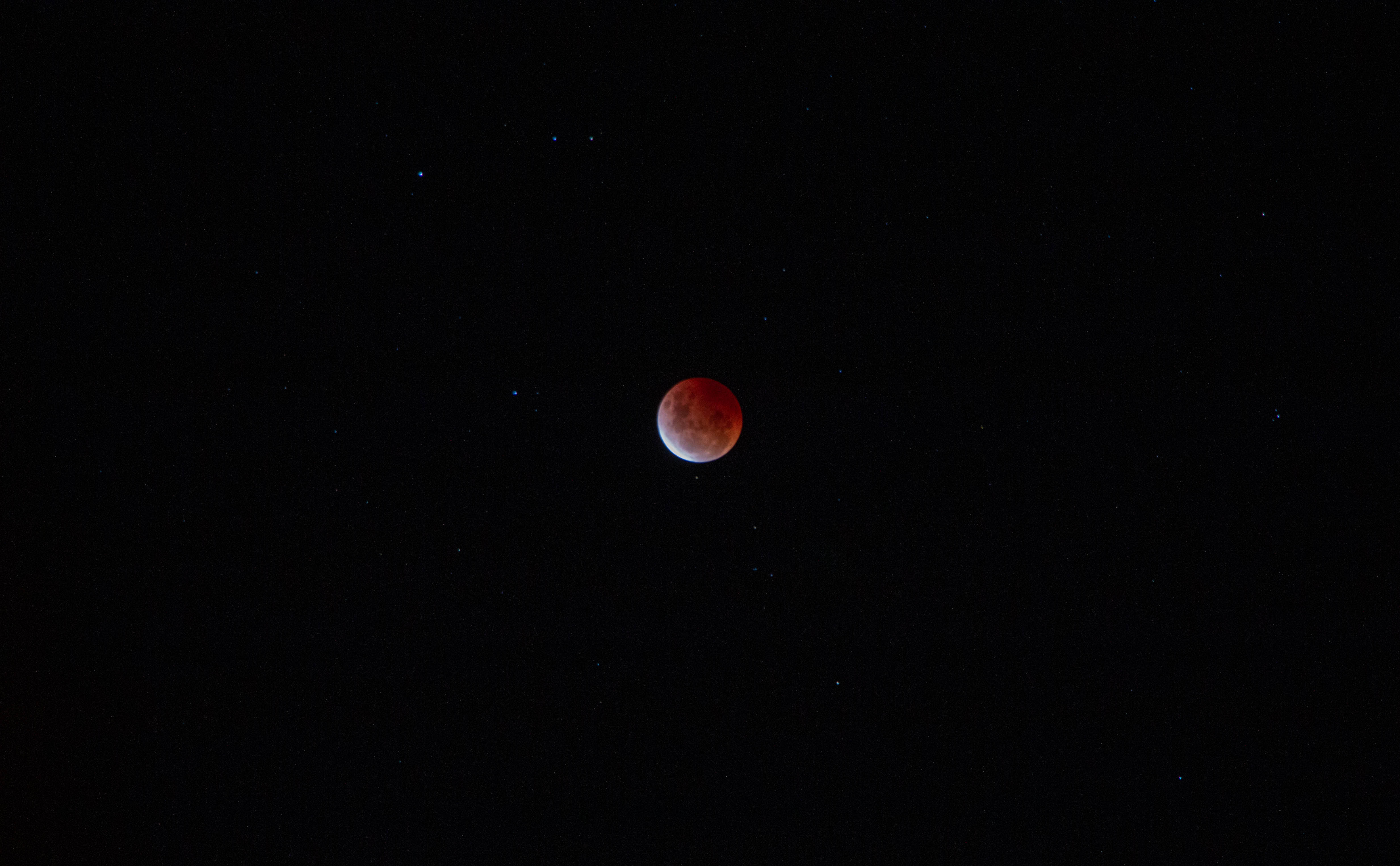
キャンベラ、11:11 (UTC)
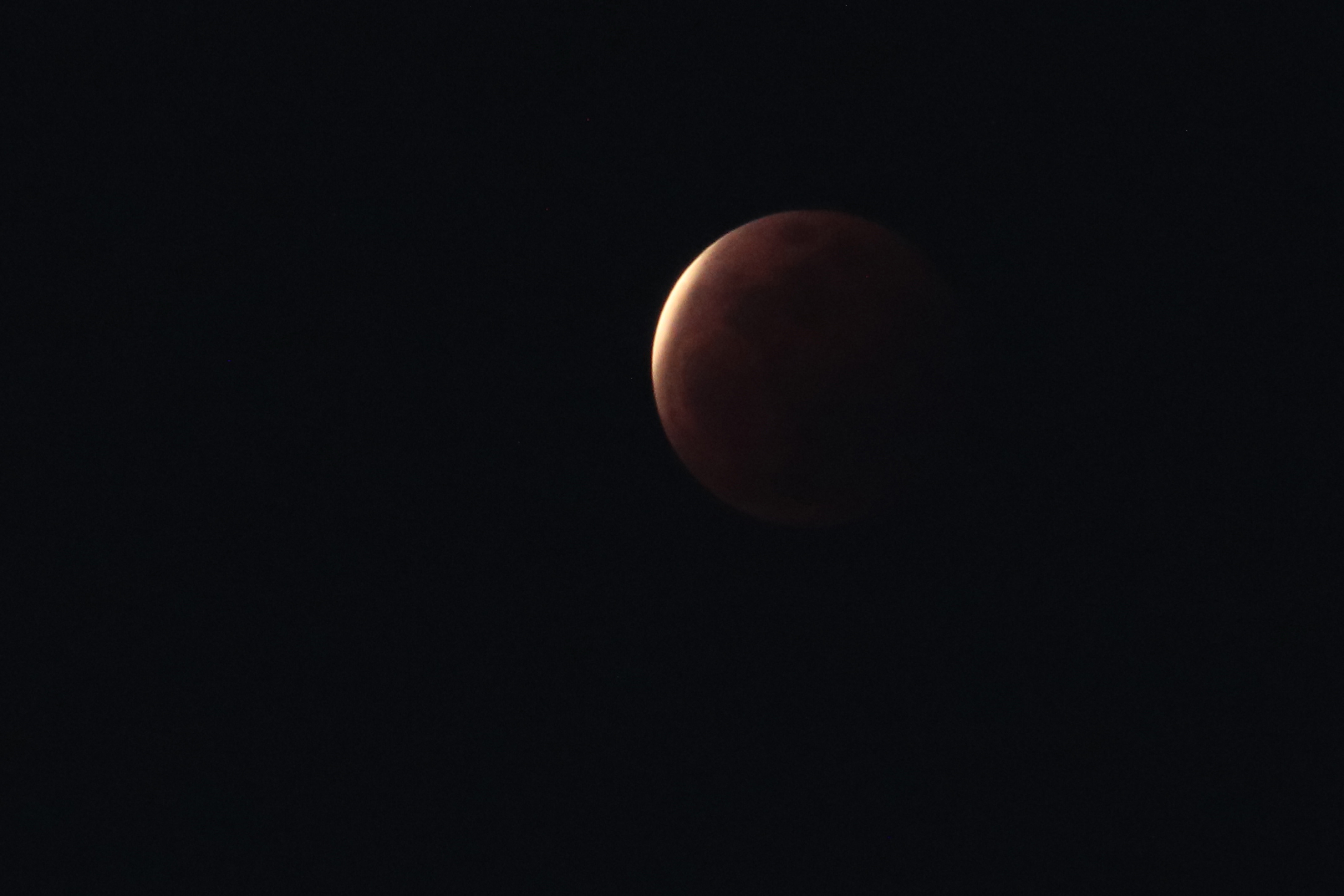
マニラ、11:13 (UTC)
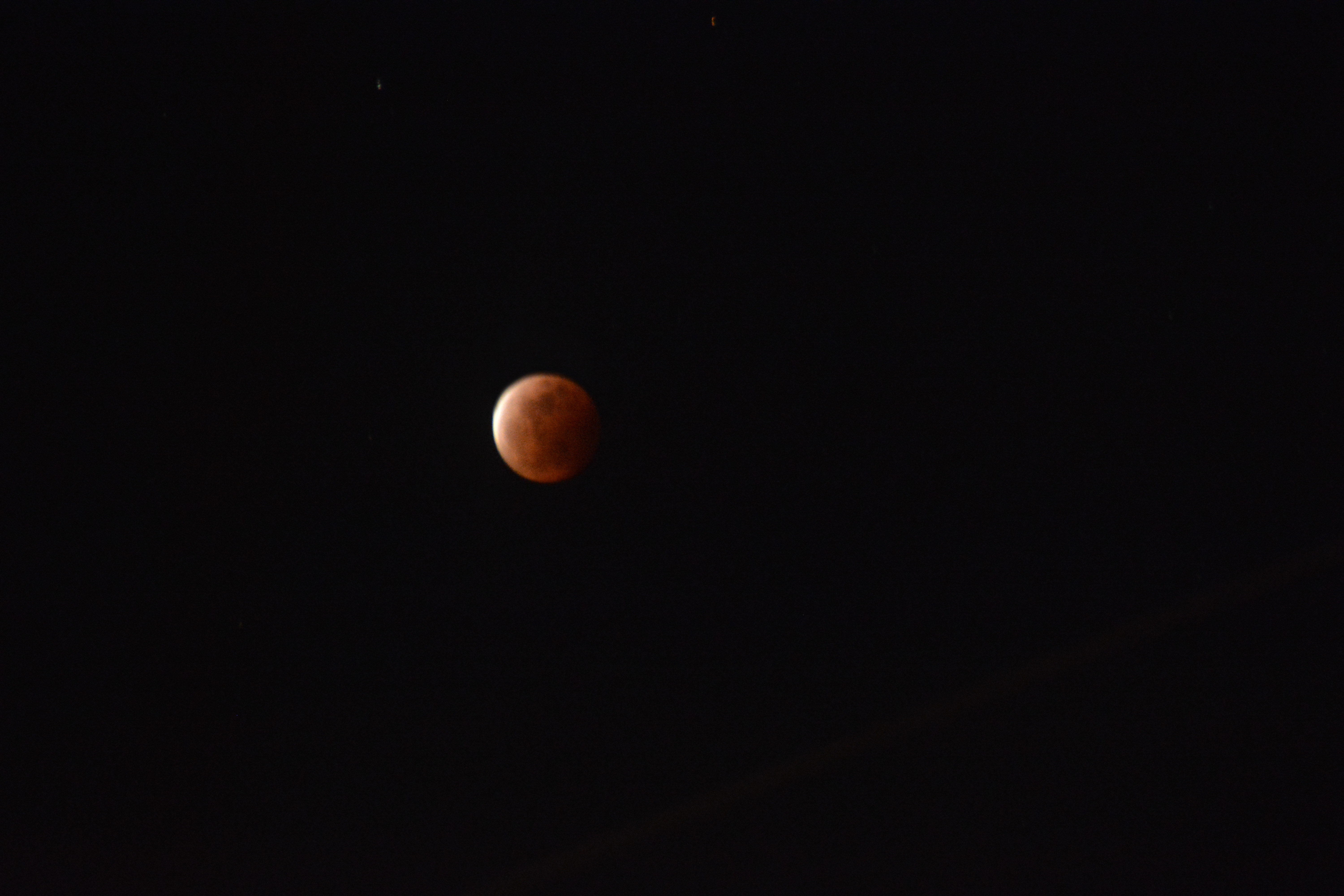
ラグナ州、11:15 (UTC)
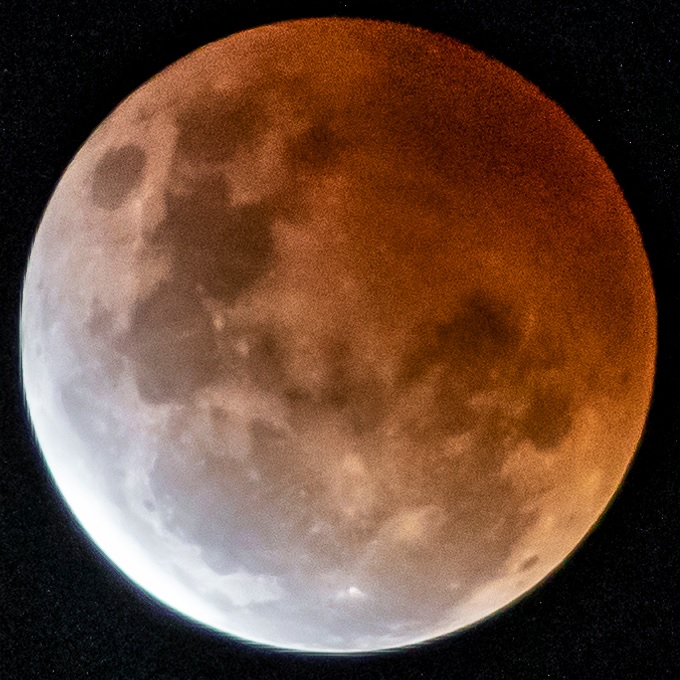
ジーロング、11:23 (UTC)
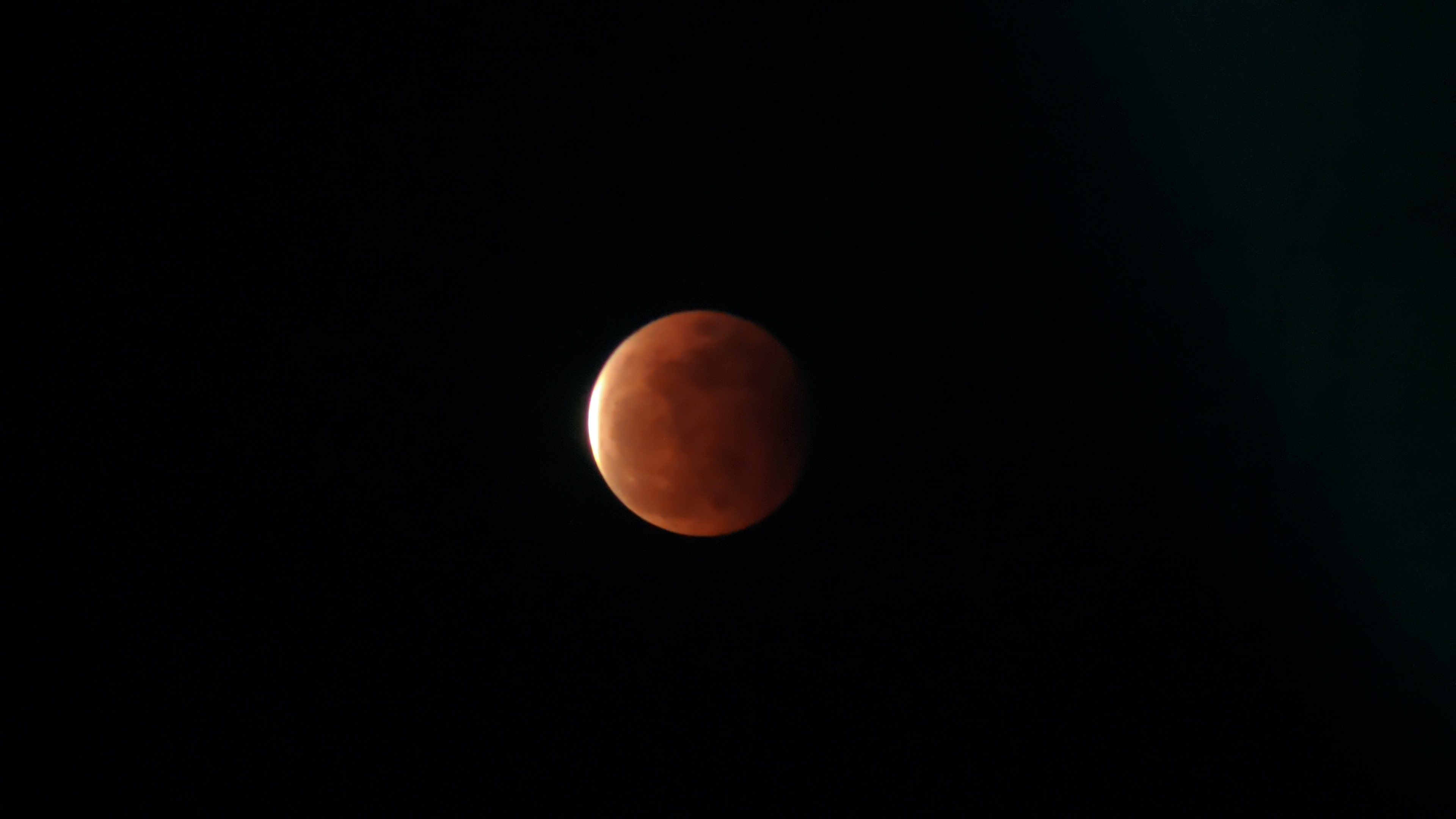
タルラック、11:32 (UTC)
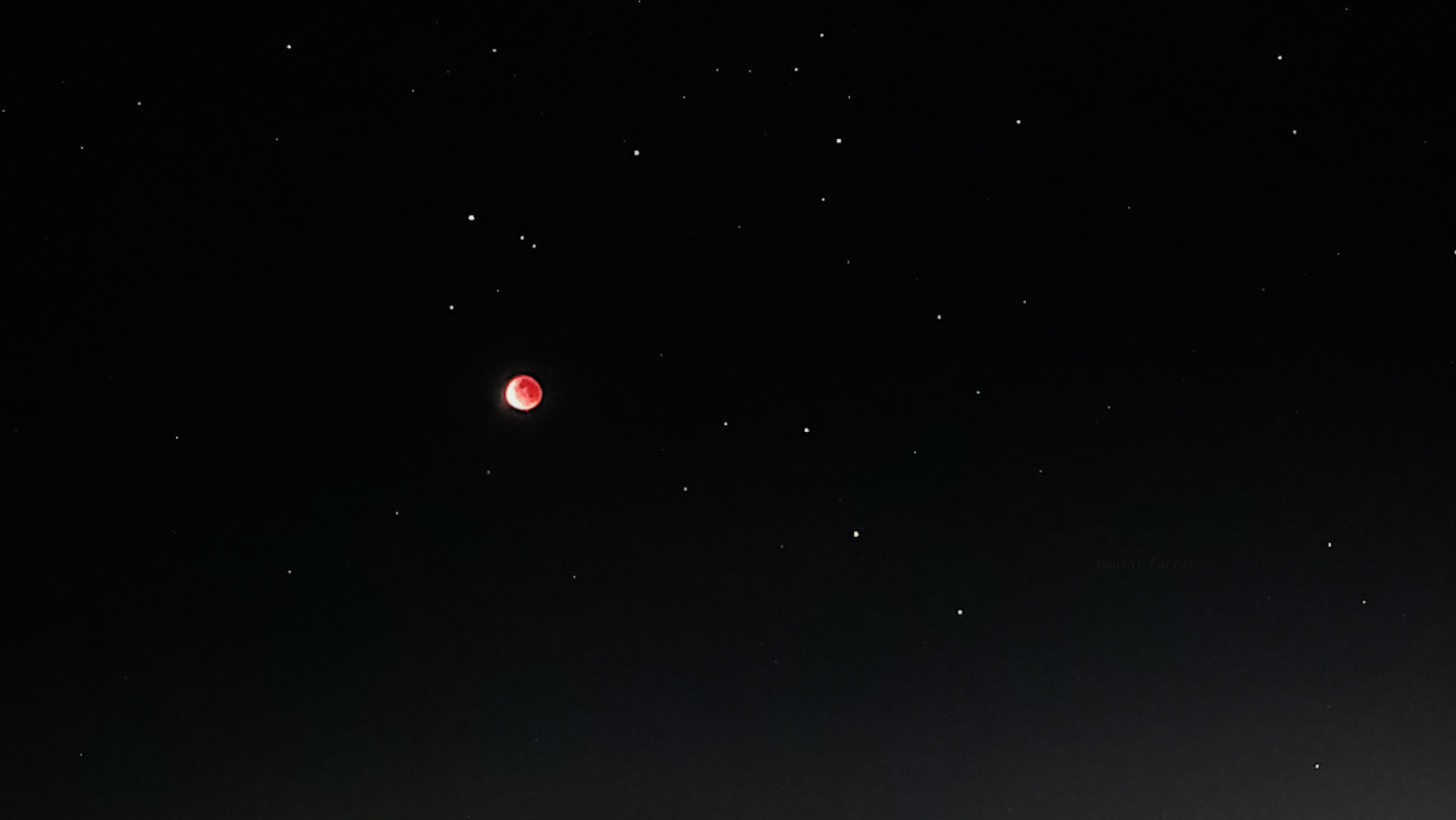
クディリ、11:32 (UTC)
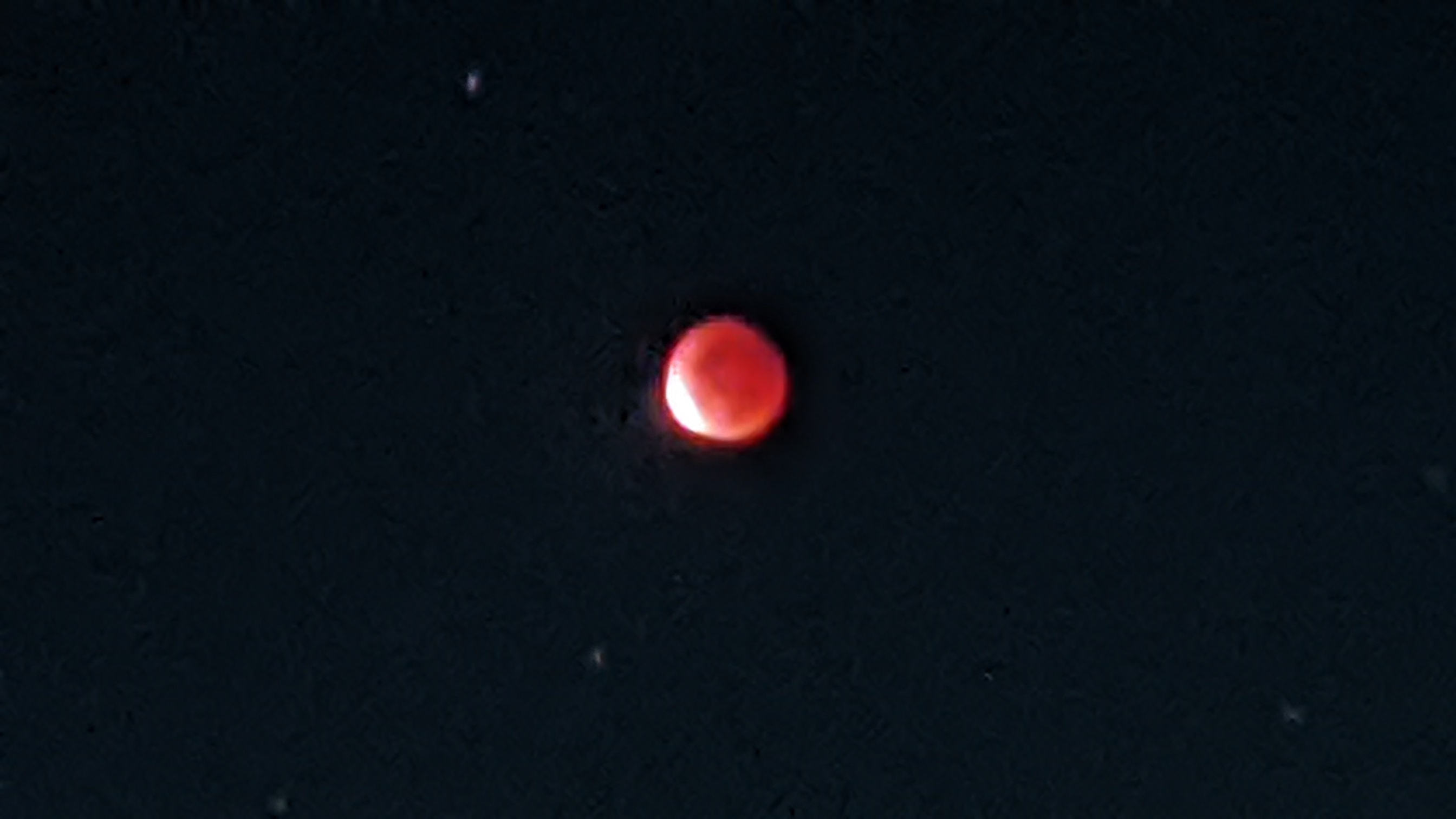
マゲタンリージェンシー（英語版）、11:34 (UTC)
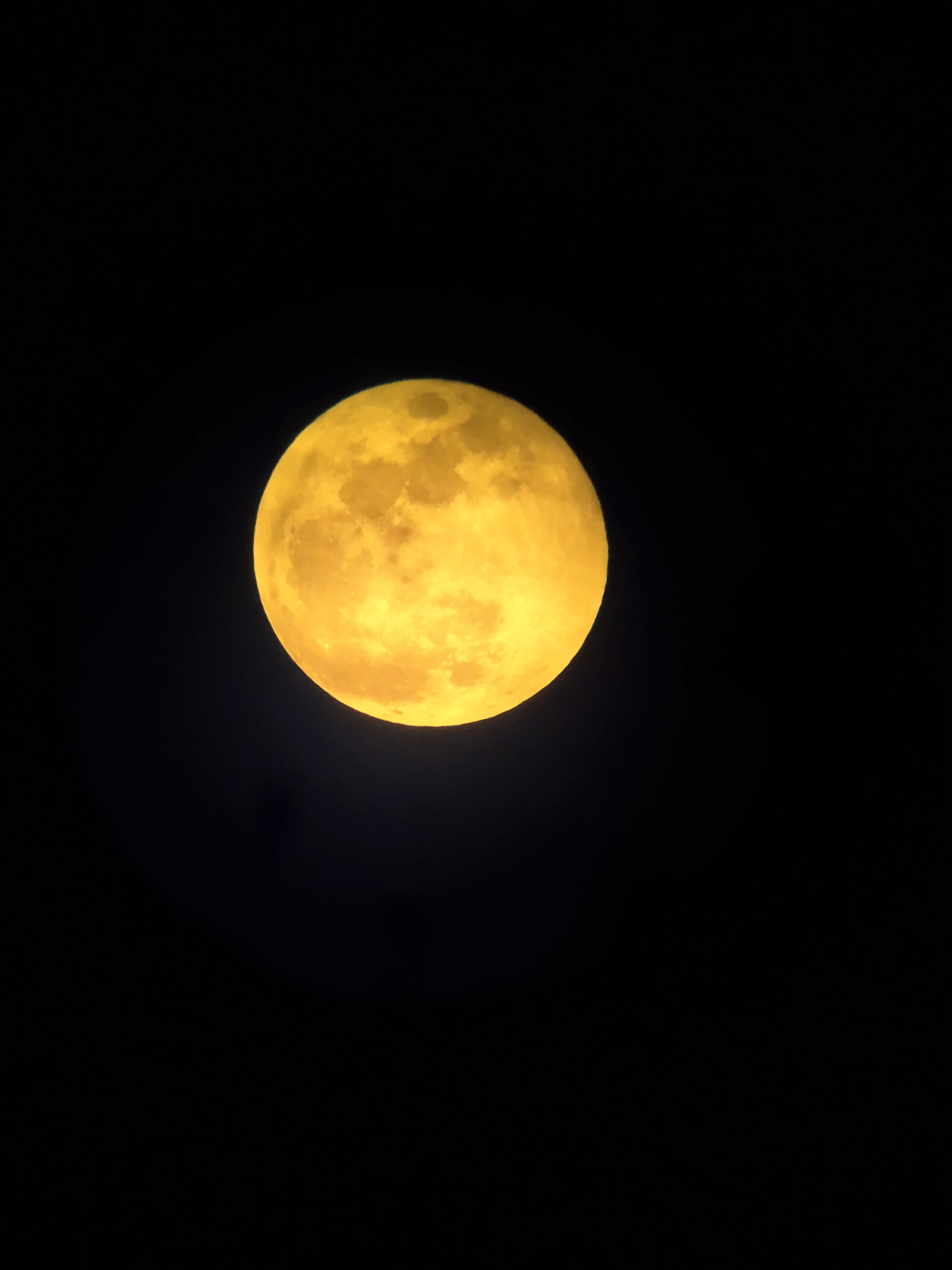
チェンナイ、13:27 (UTC)